# Jake Holmes
Jake Holmes (28 décembre 1939 à San Francisco, Californie) est un auteur-compositeur-interprète des années 1960. 

## Dazed and Confused
Holmes est moins connu par ses propres enregistrements que pour être l'auteur de la chanson Dazed and Confused, popularisée par Jimmy Page, au sein de The Yardbirds, puis de Led Zeppelin.
La chanson apparaît sur le premier album de Holmes "The Above Ground Sound" of Jake Holmes. Led Zeppelin n'a pas reconnu être l'auteur de la chanson. Un enregistrement en concert des Yardbirds pour la série TV française " Bouton Rouge " (capté le 9 mars 1968) sortit auprès du label Cumular Limit en 2000, mentionne Jake Holmes comme arrangeur de Dazed and Confused.
Il n'est toujours pas notoire que Holmes est l'auteur de la chanson. Jimmy Page, lors d'une tournée avec les Yardbirds en 1967, a vu Holmes interpréter la chanson à Greenwich Village . Pendant les mois qui suivirent, il adapta la chanson pour les Yardbirds, et plus tard pour son groupe, Led Zeppelin : pour des raisons toujours inconnues, Jimmy Page s'est revendiqué seul auteur de la chanson lorsqu'elle parut sur le premier album de son groupe. Holmes écrit une lettre à Page au sujet des droits de la chanson, et la lettre resta lettre morte.
En juin 2010 Holmes a finalement attaqué Led Zeppelin en justice pour plagiat.

## Carrière musicale
Le premier succès de Jake Holmes fut un duo parodique folk-rock avec sa femme Katherine, Allen & Grier. Holmes a plus tard collaboré avec Bob Gaudio au groupe The Four Seasons pour l'album Genuine Imitation Life Gazette, après quoi le duo s'attela à l'album Watertown pour Frank Sinatra.
Dans les années 1970, Holmes s'est reconverti dans la composition de jingles publicitaires. Il composa le slogan et jingle Be All You Can Be pour l'US Army, ainsi que Be A Pepper (1977) pour la boisson Dr Pepper ; non seulement ses paroles sont connues de tous et populaires dans la mémoire collective américaine, mais sa voix est connue dans de nombreux spots publicitaires, pour Gillette, Schaefer Beer, Winn-Dixie et Sears.

## Jingles composés et chantés
- Building a better way .... to see the U.S.A. pour Chevrolet (General Motors) (1972)
- Be a Pepper pour Dr Pepper (Randy Newman & Jake Holmes) (1977)
- Be all that you can be pour l'US Army (1979)
- « We fly the world »(Archive.org • Wikiwix • Archive.is • Google • Que faire ?) pour Pan American World Airways (1977)
- Aren't You Hungry for Burger King Now? pour Burger King (1981)
- America's Getting Into Training pour Amtrak corporation (1981)[3]
- Come to Metropolitan and simplify your life pour Metropolitan Life Insurance Company (1981)[4]
- Great Moments for You on CBS pour CBS (1982)
- NBC, Let's All Be There! pour NBC (1985)
- Best a Man Can Get pour Gillette (1988)
- Come see the softer side of Sears, Roebuck and Company pour Sears (1993)